# Declo
Declo es una ciudad ubicada en el condado de Cassia en el estado estadounidense de Idaho. En el año 2010 tenía una población de 343 habitantes y una densidad poblacional de 490 personas por km².

## Geografía
Declo se encuentra ubicado en las coordenadas 42°31′10″N 113°37′48″O / 42.51944, -113.63000. Según la Oficina del Censo, la localidad tiene un área total de 0,7 km² (0,3 mi²), de la cual 0,7 km² (0,3 mi²) es tierra y 0 km² (0 mi²) (0.0%) es agua.

## Demografía
En el 2000 la renta per cápita promedia del hogar era de $36,528, y el ingreso promedio para una familia era de $39,286. En 2000 los hombres tenían un ingreso per cápita de $32,083 contra $18,750 para las mujeres. El ingreso per cápita para la localidad era de $12,884. Alrededor del 9.5% de la población estaba bajo el umbral de pobreza nacional.